# 医学図書館

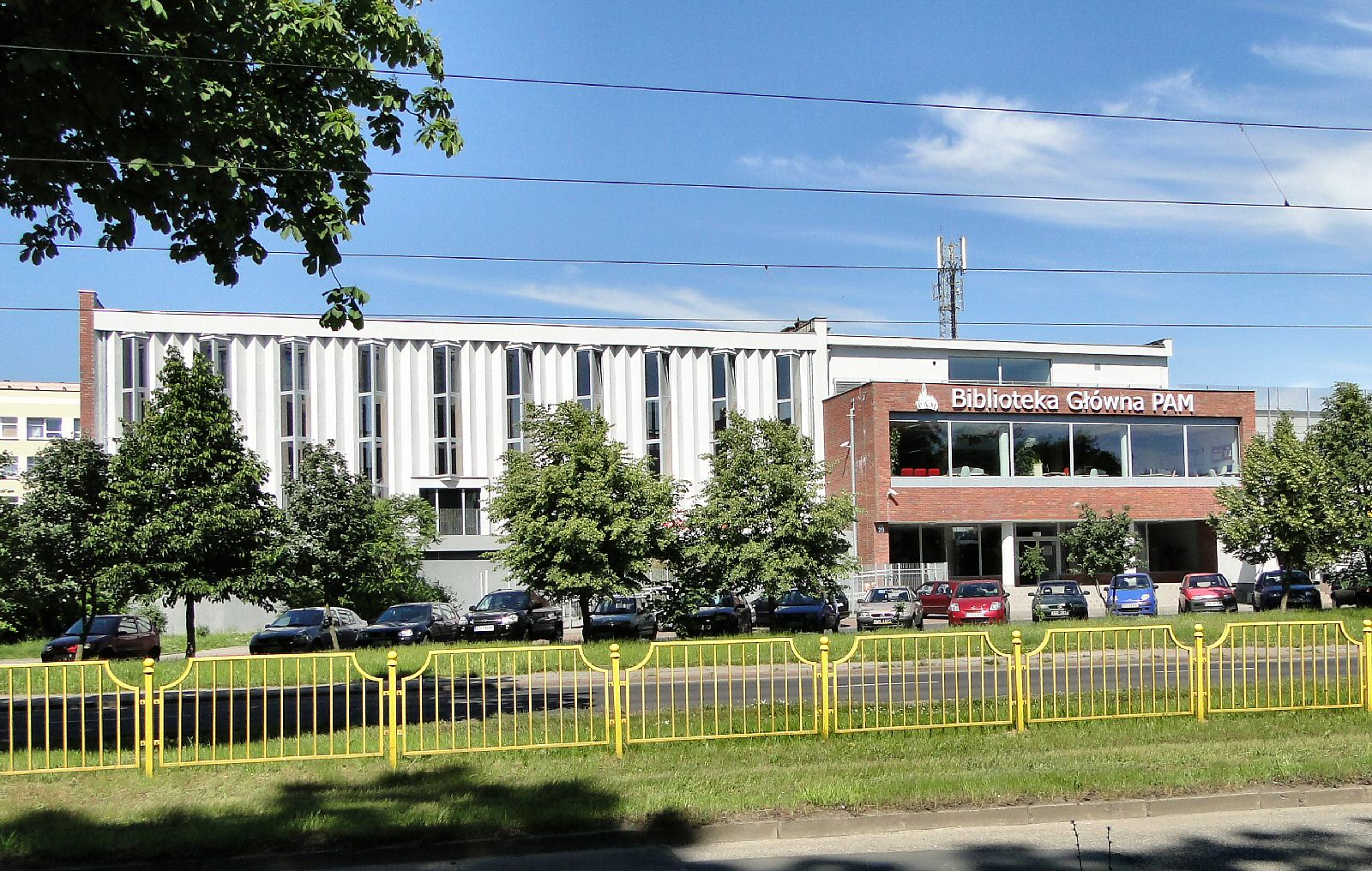
「医学図書館」を編集中, シュチェチン (Pomeranian Medical University in Szczecin), ポーランド

医学図書館（いがくとしょかん、Medical Library）とは、大学の医学部や医科大学、歯学部、歯科大学等に設置された図書館。医学教育のほかに、一般にも開放され、インフォームド・コンセントを提供する場にもなっている。